# Jewgienij Lebiediew
Jewgienij Władimirowicz Lebiediew (ros. Евгений Владимирович Лебедев, ur. 1897 w guberni irkuckiej, zm. 8 kwietnia 1938 w Chabarowsku) – radziecki polityk, wojskowy, działacz partyjny.

## Życiorys
1915-1918 żołnierz rosyjskiej armii, od 1918 w RKP(b) i działalności podziemnej w obwodzie zabajkalskim, od 1919 członek Nadbajkalskiego Sztabu Wojskowo-Rewolucyjnego, w styczniu-lutym 1920 dowódca oddziałów partyzanckich nad Bajkałem. Od marca 1920 dowódca Zabajkalskiej Brygady Armii Ludowo-Rewolucyjnej Republiki Dalekowschodniej, od 19 do 22 marca 1920 dowódca Zabajkalskiej Grupy Wojsk, w marcu-kwietniu 1920 dowódca Dywizji Zabajkalskiej, później dowódca sił rezerwowych, od 1921 dowódca oddziałów partyzanckich i szef Wydziału Politycznego Sił Zbrojnych Przymorza. Od listopada 1922 do marca 1923 szef Wydziału Milicji Robotniczo-Chłopskiej Dalekowschodniego Komitetu Rewolucyjnego i szef Milicji Robotniczo-Chłopskiej Obwodu Dalekowschodniego, od marca 1923 do 1924 przewodniczący powiatowego komitetu rewolucyjnego w Nikolsku Ussuryjskim (obecnie Ussuryjsk), od 1924 do lipca 1925 przewodniczący zabajkalskiej gubernialnej komisji kontrolnej RKP(b). Od lipca do października 1925 studiował w Akademii Wojskowej, od listopada 1925 do kwietnia 1926 przewodniczący komitetu wykonawczego zabajkalskiej rady gubernialnej, 1927 przewodniczący Komitetu Wykonawczego Czytyjskiej Rady Okręgowej, od czerwca 1927 do 21 stycznia 1929 przewodniczący Okręgowego Komitetu Rewolucyjnego w Sachalinie, od stycznia do października 1929 przewodniczący Komitetu Wykonawczego Sachalińskiej Rady Okręgowej, 1931-1932 studiował w Akademii Przemysłowej. Od 1932 do 6 marca 1933 przewodniczący Komitetu Organizacyjnego Komitetu Wykonawczego Dalekowschodniej Rady Krajowej na obwód amurski, od 8 marca 1933 do 1934 przewodniczący Komitetu Wykonawczego Amurskiej Rady Obwodowej, od maja do lipca 1937 przewodniczący Komitetu Wykonawczego Sachalińskiej Rady Obwodowej, od czerwca do sierpnia 1937 zastępca i p.o. przewodniczącego Komitetu Wykonawczego Dalekowschodniej Rady Krajowej.
24 sierpnia 1937 aresztowany, następnie rozstrzelany.